# شهر وحشی (فیلم ۲۰۱۵)
شهر وحشی (به انگلیسی: Wild City) یک فیلم اکشن، جنایی و دلهره‌آور هنگ کنگی-چینی است که در سال ۲۰۱۵ به کارگردانی رینگو لام ساخته شده است. در این فیلم، لوئی کو، شاون یو، تونگ لیا و یوزف چانگ به ایفای نقش می‌پردازند. این فیلم، در تاریخ ۳۰ ژوئیه ۲۰۱۵ در چین و ۲۰ اوت ۲۰۱۵ در هنگ کنگ منتشر شد. شهر وحشی اولین اثر رینگو لام پس از ۷ سال وقفه در کارگردانی است.

## داستان
تی‌من، که قبلاً پلیس بوده، اکنون به عنوان ساقی کار می‌کند. یک شب، او زنی را که بیش از حد مست است و نمی‌تواند رانندگی کند، به خانه می‌آورد. روز بعد، وقتی او در ماشینش قفل می‌شود، برادر ناتنی‌اش، سیو هونگ، راننده کامیون یدک‌کش، برای کمک می‌آید؛ اما در همین لحظه، گروهی از مردان ناشناس او را می‌ربایند.
سیو هونگ و تی‌من به طور جداگانه به تعقیب آنها می‌پردازند و در نهایت یون را نجات می‌دهند. آنها متوجه می‌شوند یون پولی را حمل می‌کند که قرار بود برای رشوه استفاده شود. تی‌من پول را برمی‌گرداند، اما گانگسترها به تعقیب یون ادامه می‌دهند و نهایتاً مونا، مادر سیو هونگ، را می‌ربایند. آنها برای مبادله مونا با یون توافق می‌کنند و تی‌من از همکاران سابق پلیسش کمک می‌گیرد تا نامادری‌اش را نجات دهد.

## بازیگران
- لوئیس_کو
- شان_یوئه
- تونگ لیا
- جوزف چانگ
- مایکل تسه
- یوئن چیو
- سم لی
- فیلیپ نگ
- فیلیپ کیانگ
- الکس لام
- سیمون یام
- جک کاهو
- مارک ما
- تام پینگ

## تولید
در سال ۲۰۱۴، روزنامه هنگ‌کنگ اپل دیلی گزارش داد که کارگردان رینگو لام با سرمایه‌گذاری گروه سرگرمی Mei Ah به کارگردانی بازخواهد گشت و تولید در ژوئن آغاز می‌شود.
در روز اول فیلمبرداری، لام به دلیل گرمازدگی به زمین افتاد. او برای ادامه فیلمبرداری در پروژه ماند. در سال ۲۰۱۴، عنوان فیلم از شتاب به شهر وحشی تغییر یافت. لویی کو عنوان کرده‌است که لام اصرار داشت که بازیگران کارهای بدلکاری خود را در فیلم انجام دهند تا رئالیسم را حفظ کنند.
ورایتی گزارش داد که لام تا ۲۳ مارس ۲۰۱۵ در مراحل پس از تولید فیلم بود.

## انتشار
این فیلم برای اولین بار در هفدهمین جشنواره فیلم تایپه در ۱۰ ژوئیه ۲۰۱۵ به نمایش درآمد. در اکران این فیلم در چین، تقریباً ۲۰٫۲ درصد از تمام نمایش‌های آخر هفته را داشت و در جایگاه سوم قرار گرفت و از حدود ۱٫۷۶ میلیون ورودی بین جمعه و یکشنبه، ۵۷٫۴ میلیون یوان (۹٫۲۵ میلیون دلار آمریکا) درآمد کسب کرد. این فیلم ۸۸٫۰ میلیون یوان (۱۴٫۲ میلیون دلار آمریکا) در طول چهار روز فروش داشت.

## سبک
لام شهر وحشی را به همراه فیلم‌های شهر در آتش و هشدار کامل متعلق به «سه‌گانه شهر» توصیف کرد. لام آنها را به‌عنوان فیلم‌هایی توصیف کرد که همه در هنگ‌کنگ اتفاق می‌افتند و دربارهٔ افرادی هستند که در شهر گم شده‌اند. در شهر وحشی موضوع دربارهٔ وسوسه پول است، و اینکه چگونه قهرمان‌ها را اغوا می‌کند، اما همچنین آنها را مجبور می‌کند تا به چالش بکشند.

## بازخوردها
هالیوود ریپورتر اظهار داشت که شهر وحشی در مقایسه با فیلم‌های لام از دهه ۱۹۹۰ رنگ پریده‌تر است، و خاطرنشان کرد که «فیلمنامه پیچیدگی و نمادهای غنی هشدار کامل (۱۹۹۷) و قربانی (۱۹۹۹) را ندارد». این بررسی به این نتیجه رسید که «فیلم به اندازه کافی جذاب است که علاقه به لام را دوباره برانگیزد».